# イシュコシム語
イシュコシム語（イシュコシム語: škošmī zəvuk/rənīzəvuk） は、インド・ヨーロッパ語族インド・イラン語派のイラン語群東イラン語群南東イラン語群パミール諸語に属する言語である。アフガニスタンのバダフシャーン州、タジキスタンのゴルノ・バダフシャン自治州、パキスタンのチトラル地区（チェトラル地区）で話されている。イシュカシム語、イシュコシミ、イシュカシミとも呼ばれる。イシュコシム語、イシュカシム語、イシュコシミ、イシュカシミという名はこの言語が話されているタジキスタン、アフガニスタンの地名が由来である。タジキスタンにはイシュコシム地区とイシュコシム、アフガニスタンにはイシュカシム地区とイシュカシムという地名がある。イシュコシム、イシュカシムに住んでいる人々をイシュコシム人（イシュカシム人、イシュコシミ、イシュカシミ）と呼ぶ。
イシュコシム語は書き言葉ではなかったため、タジキスタンではタジク語、アフガニスタンではダリー語に押され、話者数が大きく減っている。